# Brockhampton Press
Brockhampton Press fou una editorial britànica amb seu a Leicester.

## Llibres infantils
A partir del 1940, Brockhampton Press, que originalment s'especialitzava en llibres infantils, publicà la sèrie de còmics d'Astèrix, moltes de les col·leccions de contes d'Enid Blyton (incloent-hi Els Set Secrets), molts dels títols de Biggles de W. E. Johns, gran part de la sèrie «Ian and Sovra» d'Elinor Lyon, els «Cherry books» de Will Scott i els llibres infantils de l'autor escocès Nigel Tranter.
Així mateix, publicà sèries de llibres infantils, incloent-hi la Hampton Library i la Super Hampton Library.

## Sèries de no-ficció
A la dècada del 1990, Brockhampton Press publicà diverses sèries de no-ficció i de referència per al mercat popular, com ara la Brockhampton Library i la sèrie Brockhampton Reference.

## Història militar
Avui en dia, Brockhampton Press és un segell editorial de Hodder Headline, i és conegut pels seus llibres d'història militar, incloent-hi obres de l'historiador David Nicolle.